# Trece padres asirios

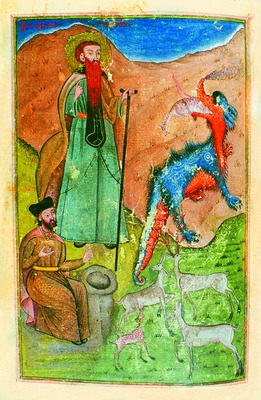
Miniatura del de David Gareja

Los trece padres asirios (en georgiano: ათცამმეტი ასურელი მამანი) fueron un grupo de misioneros monásticos que llegaron desde Mesopotamia a Georgia para fortalecer el cristianismo en el país en el siglo VI, según la tradición de la iglesia ortodoxa georgiana. Los historiadores de la iglesia georgiana les atribuyen la fundación de varios monasterios y ermitas y el inicio del movimiento ascético en Georgia.
Según una leyenda, los trece padres asirios fueron discípulos de Simeón el Estilita. En el momento de su llegada al reino de Iberia, los padres asirios fueron recibidos por el pueblo, personalmente por el rey Parsman IV y el arzobispo católico Evlavius.
Las vidas de los padres asirios están relatadas en un ciclo de textos hagiográficos georgianos medievales y no están atestiguadas más allá de estas fuentes. Algunas de estas vitae son formalidades compuestas para un sinasario del siglo XVIII, pero cuatro de ellas existen en forma original, así como una versión metafrástica. La datación y la autoría de estos textos son controvertidas. Los catolicós georgianos Arsenio I (830-87) y Arsenio II (955-80) han sido sugeridos como autores de algunas de las vitae. Es posible que otros textos, no atribuidos, se hayan compuesto antes, a finales del siglo VII.
Muchos monasterios de la Georgia moderna llevan el nombre de los padres asirios y se dice que fueron fundados y dirigidos por ellos y sus numerosos discípulos. En la Edad Media, estas fundaciones religiosas desempeñaron un papel importante en la forja de la identidad cristiana georgiana.
La tradición, escrita y oral, nombra hasta 19 monjes asirios activos en Georgia en el siglo VI y el número "13" parece ser en gran medida simbólico. La opinión de los académicos modernos está dividida en cuanto a si eran asirios, georgianos educados en Asiria, misioneros o refugiados (miafisitas o diofisitas) de Siria, de donde el miafisismo se había retirado mientras Georgia todavía era principalmente miafisita en ese momento.

Localización donde sirvieron los padres dentro de Iberia

Los jefes de los padres asirios fueron:
1. David de Gareya (en georgiano: დავით გარეჯელი, romanizado: Pescante Garejeli).
2. Juan de Zedazeni (en georgiano: იოანე ზედაზნელი, romanizado: Ioane Zedazneli).
3. Abibos de Nekresi (en georgiano: აბიბოს ნეკრესელი, romanizado: Abibos Nekreseli).
4. Shio de Mgvime (en georgiano: შიო მღვიმელი, romanizado: Shio Mgvimeli).
5. José de Alaverdí (en georgiano: იოსებ ალავერდელი, romanizado: Ioseb Alaverdeli).
6. Antón de Martkopi (en georgiano: ანტონ მარტყოფელი, romanizado: Antón Martkopeli).
7. Tadeo de Stepantsminda (en georgiano: თადეოზ სტეფანწმინდელი, romanizado: Tadeoz Stepantsmindeli).
8. Pirro de Breti (en georgiano: პიროს ბრეთელი, romanizado: Piros Breteli).
9. Jesé de Tsilkani (en georgiano: იესე წილკნელი, romanizado: Iese Tsilkneli).
10. Esteban de Jirsa (en georgiano: სტეფანე ხირსელი, romanizado: Stepane Jirseli).
11. Isidoro de Samtavisi (en georgiano: ისიდორე სამთავნელი, romanizado: Isidoro Samtavneli).
12. Miguel de Ulumbo (en georgiano: მიქაელ ულუმბოელი, romanizado: Mikael Ulumboeli).
13. Zenón de Ikalto (en georgiano: ზენონ იყალთოელი, romanizado: Zenón Ikaltoeli).